# Orchestes hortorum
Orchestes hortorum is een keversoort behorend tot de snuitkevers. 

## Kenmerken
Het heeft een lengte van 2,3 tot 2,6 mm.

## Verspreiding
Orchestes hortorum is een Europese soort.